# Konstanty Budkiewicz
Konstanty Romuald Julianovich Budkiewicz (Krāslava, 19 giugno 1867 – Mosca, 31 marzo 1923) è stato un presbitero e politico polacco, fucilato in Unione Sovietica.

## Biografia
Nato in Krāslava, un territorio al confine fra Lettonia, Bielorussia e Lituania, frequentò il seminario cattolico di San Pietroburgo e fu ordinato sacerdote nel 1893. Esercitò dapprima il ministero a Pskov; nel 1896 fu insegnante di religione al ginnasio di Vicebsk e nel 1905 fu nominato parroco di Santa Caterina a San Pietroburgo. Nel 1908 fu nominato decano e nel 1918 vicario generale del vescovo di San Pietroburgo Jan Cieplak.
Svolse anche un'intensa attività organizzativa in ambito religioso e, principalmente durante la prima guerra mondiale, anche sociale, soprattutto a favore dei polacchi. Dopo la Rivoluzione d'ottobre si oppose alle attività antireligiose del governo bolscevico, attivandosi per esempio per la liberazione del metropolita Eduard Baron von der Ropp arrestato dalle autorità sovietiche, e fondando un movimento "Democratico cristiano".
Nel 1922, in seguito alla chiusura degli istituti religiosi, organizzò seminari clandestini per la preparazione dei sacerdoti. Il 13 marzo 1923 fu arrestato assieme a numerosi sacerdoti cattolici, accusato di attività controrivoluzionaria per aver disubbidito alle delibere dello stato contro l'istruzione religiosa, condannato a morte nonostante le proteste della comunità civile internazionale, e fucilato alla Lubjanka la notte di Pasqua tra il 31 marzo e il 1º aprile 1923.

## Il poemetto della Iłłakowiczówna
Il processo e l'uccisione di Konstanty Budkiewicz ispirarono la poetessa polacca Kazimiera Iłłakowiczówna la quale dedicò alla vicenda un commosso poemetto in versi: Opowieść o moskiewskim męczeństwie. L'opera, composta nel 1927, venne tradotta in italiano da Maria Bersano Begey con il titolo Storia del Martire di Mosca.